# Élections municipales de 1925 dans la Somme
Les élections municipales ont eu lieu les 3 et 10 mai 1925 dans la Somme.

## Maires sortants et maires élus
Les maires élus à la suite des élections municipales dans les communes de plus de 2 000 habitants :
| Commune                | Population | Maire sortant       | Parti | Parti | Maire élu           | Parti | Parti   |
| ---------------------- | ---------- | ------------------- | ----- | ----- | ------------------- | ----- | ------- |
| Abbeville              | 20 320     | Alphonse Bertin*    |       | PRDS  | Paul Delique        |       | PRRRS   |
| Ailly-sur-Somme        | 2 218      | Émile Delacroix     |       | PRRRS | Émile Delacroix     |       | PRRRS   |
| Albert                 | 6 720      | Abel Pifre*         |       | FR    | Émile Leturcq       |       | PRRRS   |
| Amiens                 | 91 576     | René Caumartin*     |       | PRDS  | Lucien Lecointe     |       | PSF     |
| Beauval                | 2 405      | Gustave Jovelet     |       | PRDS  | Gustave Jovelet     |       | PRDS    |
| Cayeux-sur-Mer         | 3 266      | Anatole Mopin       |       | PRRRS | Anatole Mopin       |       | PRRRS   |
| Corbie                 | 4 643      | Jean Masse          |       | PRDS  | Jean Masse          |       | PRDS    |
| Le Crotoy              | 2 654      | Émile Vasseur *     |       | PRDS  | Gustave David       |       | PRDS    |
| Doullens               | 5 699      | Henri Margry        |       | PRRRS | Henri Margry        |       | PRRRS   |
| Feuquières-en-Vimeu    | 2 018      | Henri Lesquibin     |       | PRRRS | Clotaire Frété      |       | SFIO    |
| Flixecourt             | 3 100      | Étienne Dubourguier |       | PRRRS | Étienne Dubourguier |       | PRRRS   |
| Friville-Escarbotin    | 3 199      | Natalis Acoulon*    |       | PRDS  | Émile Imbert        |       | PRDS    |
| Gamaches               | 2 635      | Ernest Baille       |       | FR    | Ernest Baille       |       | FR      |
| Ham                    | 2 793      | Augustin Gobin      |       | PRRRS | Augustin Gobin      |       | PRRRS   |
| Longueau               | 3 484      | Jules Devauchelle   |       | PRS   | Louis Prot          |       | PC-SFIC |
| Mers-les-Bains         | 2 750      | Alexandre Arnoult   |       | FR    | Alexandre Arnoult   |       | FR      |
| Montdidier             | 4 706      | Désiré Blanchard    |       | PRRRS | Louis Lematte       |       | PRRRS   |
| Moreuil                | 2 625      | René Cartier        |       | PRDS  | René Cartier        |       | PRDS    |
| Nesle                  | 2 491      | Hector Lamotte      |       | PRDS  | René Vergelot       |       | PRRRS   |
| Péronne                | 4 314      | Charles Boulanger   |       | PRRRS | Charles Boulanger   |       | PRRRS   |
| Rosières-en-Santerre   | 2 456      | Abel Lefèvre        |       | PRRRS | Albert Chantrel     |       | RI      |
| Roye                   | 5 309      | Ernest Mandron*     |       | PRRRS | Gustave Varez       |       | PRRRS   |
| Rue                    | 2 807      | Eugène Béthouart    |       | PRDS  | Ernest Dumont       |       | FR      |
| Saint-Ouen             | 2 763      | Irénée Malot        |       | SFIO  | Léon Bacquet        |       | PC-SFIC |
| Saint-Valery-sur-Somme | 3 071      | Paul Cagnard        |       | PRRRS | Paul Cagnard        |       | PRRRS   |
| Villers-Bretonneux     | 3 552      | Jules Vendeville    |       | PRRRS | Jules Vendeville    |       | PRRRS   |
| * Ne se représente pas |            |                     |       |       |                     |       |         |

### Résultats en nombre de mairies
| Partis                   | Partis                                          | Maires sortants | Maires élus | Évolution     |
| ------------------------ | ----------------------------------------------- | --------------- | ----------- | ------------- |
|                          | Parti républicain radical et radical-socialiste | 12              | 13          | 2             |
|                          | Section française de l'Internationale ouvrière  | 1               | 1           | en stagnation |
|                          | Parti socialiste français                       | /               | 1           | 1             |
|                          | Parti républicain-socialiste                    | 1               | /           | 1             |
| Total Cartel des gauches | Total Cartel des gauches                        | 14              | 15          | 1             |
|                          | Parti républicain démocratique et social        | 9               | 5           | 4             |
|                          | Fédération républicaine                         | 3               | 3           | en stagnation |
|                          | Radicaux indépendants                           | /               | 1           | 1             |
| Total droite             | Total droite                                    | 12              | 9           | 3             |
|                          | Parti communiste (SFIC)                         | /               | 2           | 2             |
| Total gauche             | Total gauche                                    | 0               | 2           | 2             |
| Total                    | Total                                           | 26              | 26          |               |

## Résultats
L'élection des conseillers municipaux étant au scrutin majoritaire plurinominal sous la IIIe République, les résultats indiqués ci-dessous représentent le nombre moyen de voix par liste,.

### Abbeville
Maire sortant : Alphonse Bertin (PRDS) depuis 1923 en remplacement de Charles Bignon (PRDS), ne se représente pas.
27 sièges à pourvoir
| Tête de liste                                        | Tête de liste      | Liste          | Premier tour | Premier tour | Sièges |  |
| Tête de liste                                        | Tête de liste      | Liste          | Voix         | %            | CM     |  |
| ---------------------------------------------------- | ------------------ | -------------- | ------------ | ------------ | ------ |  |
|                                                      | Paul Delique       | PRRRS          | 2 486        | 59,06        | 27     |  |
| Liste républicaine d'entente démocratique et sociale |                    |                | 2 486        | 59,06        | 27     |  |
|                                                      | Charles Boujonnier | PRDS - FR      | 1 532        | 40,94        | 0      |  |
| Liste des intérêts municipaux                        |                    |                | 1 532        | 40,94        | 0      |  |
|                                                      |                    |                |              |              |        |  |
| Inscrits                                             | Inscrits           | Inscrits       | 4 939        | 100,00       |        |  |
| Abstentions                                          | Abstentions        | Abstentions    | 645          | 13,06        |        |  |
| Votants                                              | Votants            | Votants        | 4 294        | 86,94        |        |  |
| Blancs et nuls                                       | Blancs et nuls     | Blancs et nuls | 85           | 1,98         |        |  |
| Exprimés                                             | Exprimés           | Exprimés       | 4 209        | 98,02        |        |  |
| * Maire sortant                                      |                    |                |              |              |        |  |

Maire élu : Paul Delique (PRRRS)

### Albert
Maire sortant : Abel Pifre (FR) depuis 1919, ne se représente pas
23 sièges à pourvoir
| Tête de liste                                                 | Tête de liste      | Liste          | Premier tour | Premier tour | Sièges |  |
| Tête de liste                                                 | Tête de liste      | Liste          | Voix         | %            | CM     |  |
| ------------------------------------------------------------- | ------------------ | -------------- | ------------ | ------------ | ------ |  |
|                                                               | Émile Leturcq      | PRRRS - SFIO   | 817          | 65,26        | 23     |  |
| Liste d'Union des Gauches                                     |                    |                | 817          | 65,26        | 23     |  |
|                                                               | Fédéric Ehretsmann | PRDS - FR      | 365          | 29,14        | 0      |  |
| Liste d'Union républicaine pour la Reconstitution de la ville |                    |                | 365          | 29,14        | 0      |  |
|                                                               |                    |                |              |              |        |  |
| Votants                                                       | Votants            | Votants        | 1 267        |              |        |  |
| Blancs et nuls                                                | Blancs et nuls     | Blancs et nuls | 15           | 1,18         |        |  |
| Exprimés                                                      | Exprimés           | Exprimés       | 1 252        | 98,82        |        |  |
| * Maire sortant                                               |                    |                |              |              |        |  |

Maire élu : Émile Leturcq (PRRRS)

### Amiens
Maire sortant : René Caumartin (PRRRS) depuis 1919, ne se représente pas.
36 sièges à pourvoir
|                                                             | Georges Antoine | FR - PRDS - RI | 6 050  | 30,84  | 6 885  | 34,84  | 0  |  |  |
| Liste républicaine des intérêts municipaux                  |                 |                | 6 050  | 30,84  | 6 885  | 34,84  | 0  |  |  |
|                                                             | Lucien Lecointe | PSF - PRRRS    | 6 026  | 30,71  | 12 416 | 62,82  | 36 |  |  |
| Liste de la Fédération des groupes républicains et du PSF ¹ |                 |                | 6 026  | 30,71  | 12 416 | 62,82  | 36 |  |  |
|                                                             | Jules Thierry   | SFIO           | 5 227  | 26,64  | 12 416 | 62,82  | 36 |  |  |
| Liste d'union ouvrière et socialiste ¹                      |                 |                | 5 227  | 26,64  | 12 416 | 62,82  | 36 |  |  |
|                                                             | Maurice Mazier  | PC-SFIC        | 1 187  | 6,05   |        |        |    |  |  |
| Liste municipale communiste                                 |                 |                | 1 187  | 6,05   |        |        |    |  |  |
|                                                             | Eugène Lamy     | Indépendants   | 437    | 2,23   |        |        |    |  |  |
| Liste républicaine "Amiens"                                 |                 |                | 437    | 2,23   |        |        |    |  |  |
|                                                             |                 |                |        |        |        |        |    |  |  |
| Inscrits                                                    | Inscrits        | Inscrits       | 24 490 | 100,00 | 24 490 | 100,00 |    |  |  |
| Abstentions                                                 | Abstentions     | Abstentions    | 4 460  | 18,21  | 4 431  | 18,09  |    |  |  |
| Votants                                                     | Votants         | Votants        | 20 030 | 81,79  | 20 059 | 81,91  |    |  |  |
| Blancs et nuls                                              | Blancs et nuls  | Blancs et nuls | 410    | 2,05   | 267    | 1,48   |    |  |  |
| Exprimés                                                    | Exprimés        | Exprimés       | 19 620 | 97,95  | 19 763 | 98,52  |    |  |  |
| * Maire sortant                                             |                 |                |        |        |        |        |    |  |  |

Maire élu : Lucien Lecointe (PSF)

### Cayeux-sur-Mer
Maire Sortant : Anatole Mopin (PRRRS) depuis 1908.
23 sièges à pourvoir
| Tête de liste                              | Tête de liste     | Liste       | Premier tour | Second tour | Sièges |
| Tête de liste                              | Tête de liste     | Liste       | Élus         | Élus        | CM     |
| ------------------------------------------ | ----------------- | ----------- | ------------ | ----------- | ------ |
|                                            | Anatole Mopin*    | PRRRS       | 15           | 6           | 21     |
| Liste républicaine des intérêts municipaux |                   |             | 15           | 6           | 21     |
|                                            | Daniel Chevallier | Indépendant | 1            | -           | 1      |
|                                            |                   | PRDS        | 0            | 1           | 1      |
| Liste d'Union républicaine                 |                   |             | 0            | 1           | 1      |
|                                            |                   |             |              |             |        |
| * Maire sortant                            |                   |             |              |             |        |

Maire élu : Anatole Mopin (PRRRS)

### Corbie
Maire sortant : Jean Masse (PRDS) depuis 1919.
23 sièges à pourvoir
| Tête de liste                           | Tête de liste | Liste        | Premier tour | Sièges |  |
| Tête de liste                           | Tête de liste | Liste        | Élus         | CM     |  |
| --------------------------------------- | ------------- | ------------ | ------------ | ------ |  |
|                                         | Jean Masse *  | PRDS - PRRRS | 23           | 23     |  |
| Liste municipale d'entente républicaine |               |              | 23           | 23     |  |
|                                         |               |              |              |        |  |
| * Maire sortant                         |               |              |              |        |  |

Maire élu : Jean Masse (PRDS)

### Doullens
Maire sortant : Henri Margry (PRRRS) depuis 1923, en remplacement de Joseph Voisselle (PRRRS).
23 sièges à pourvoir
| Tête de liste                              | Tête de liste         | Liste        | Premier tour | Second tour | Sièges |
| Tête de liste                              | Tête de liste         | Liste        | Élus         | Élus        | CM     |
| ------------------------------------------ | --------------------- | ------------ | ------------ | ----------- | ------ |
|                                            | Henri Margry*         | PRRRS - PRDS | 8            | 12          | 20     |
| Liste d'Union républicaine et démocratique |                       |              | 8            | 12          | 20     |
|                                            | Albert Rousé          | PRDS - FR    | 1            | 2           | 3      |
| Liste des intérêts municipaux              |                       |              | 1            | 2           | 3      |
|                                            | M. Bohl               | SFIO         | 0            | 0           | 0      |
| Liste socialiste                           |                       |              | 0            | 0           | 0      |
|                                            | M. Thuillier-Bretelle | Indépendants | 0            | 0           | 0      |
| Liste indépendante                         |                       |              | 0            | 0           | 0      |
|                                            |                       |              |              |             |        |
| * Maire sortant                            |                       |              |              |             |        |

Maire élu : Henri Margry (PRRRS)

### Flixecourt
Maire sortant : Étienne Dubourguier (PRRRS) depuis 1919.
23 sièges à pourvoir
| Tête de liste                | Tête de liste        | Liste        | Premier tour | Second tour | Sièges |
| Tête de liste                | Tête de liste        | Liste        | Élus         | Élus        | CM     |
| ---------------------------- | -------------------- | ------------ | ------------ | ----------- | ------ |
|                              | Étienne Dubourguier* | PRRRS - SFIO | 7            | 8           | 15     |
| Liste radicale et socialiste |                      |              | 7            | 8           | 15     |
|                              | ?                    | ?            | 2            | 8           | 10     |
| Liste d'opposition           |                      |              | 2            | 8           | 10     |
|                              |                      |              |              |             |        |
| * Maire sortant              |                      |              |              |             |        |

Maire élu : Étienne Dubourguier (PRRRS)

### Friville-Escarbotin
Maire Sortant : Natalis Acoulon (PRDS), depuis 1919 (ne se représente pas).
21 sièges à pourvoir
| Tête de liste                           | Tête de liste | Liste        | Premier tour | Second tour | Sièges |  |
| Tête de liste                           | Tête de liste | Liste        | Élus         | Élus        | CM     |  |
| --------------------------------------- | ------------- | ------------ | ------------ | ----------- | ------ |  |
|                                         | Émile Imbert  | PRDS - PRRRS | 8            | 9           | 17     |  |
| Liste municipale d'entente républicaine |               |              | 8            | 9           | 17     |  |
|                                         | Victor Berger | PC-SFIC      | 0            | 4           | 4      |  |
| Liste du Bloc ouvrier et paysan         |               |              | 0            | 4           | 4      |  |
|                                         |               |              |              |             |        |  |
| * Maire sortant                         |               |              |              |             |        |  |

Maire élu : Émile Imbert (PRDS)

### Longueau
Maire Sortant : Jules Devauchelle (PRS) depuis 1919.
21 sièges à pourvoir
| Tête de liste                            | Tête de liste       | Liste   | Premier tour | Premier tour | Deuxième tour | Sièges |  |
| Tête de liste                            | Tête de liste       | Liste   | Voix         | Élus         | Élus          | CM     |  |
| ---------------------------------------- | ------------------- | ------- | ------------ | ------------ | ------------- | ------ |  |
|                                          | Louis Prot *        | PC-SFIC | 278          | 0            | 21            | 21     |  |
| Liste du Parti communiste                |                     |         | 278          | 0            | 21            | 21     |  |
|                                          | M. Capre            | SFIO    | 210          | 0            | 21            | 21     |  |
| Liste socialiste                         |                     |         | 210          | 0            | 21            | 21     |  |
|                                          | Jules Duvauchelle * | PRS     | 296          | 0            | 0             | 0      |  |
| Liste municipale républicaine socialiste |                     |         | 296          | 0            | 0             | 0      |  |
|                                          | M. Wattebled        | SI      | 114          | 0            | 0             | 0      |  |
| Liste démocratique socialiste ouvrière   |                     |         | 114          | 0            | 0             | 0      |  |
|                                          |                     |         |              |              |               |        |  |
| * Maire sortant                          |                     |         |              |              |               |        |  |

Maire élu : Louis Prot (PC-SFIC)

### Montdidier
Maire sortant : Désiré Blanchard (PRRRS) depuis 1923, en remplacement de Ernest Poulain	(PRRRS).
23 sièges à pourvoir
|                                      | Désiré Blanchard*       | PRRRS                   | 5 | 7 | 12 |  |  |  |  |
| Liste municipale d'Union des Gauches |                         |                         | 5 | 7 | 12 |  |  |  |  |
|                                      | Cyprien Dupuis          | Mod.                    | 0 | 7 | 7  |  |  |  |  |
| Liste des commerçants                |                         |                         | 0 | 7 | 7  |  |  |  |  |
|                                      | Louis Lematte           | PRRRS (isolé)           | - | 1 | 1  |  |  |  |  |
|                                      | Etienne Gaspard         | SFIO                    | - | 1 | 1  |  |  |  |  |
|                                      | Autres candidats isolés | Autres candidats isolés | 1 | 1 | 2  |  |  |  |  |
|                                      |                         |                         |   |   |    |  |  |  |  |
| * Maire sortant                      |                         |                         |   |   |    |  |  |  |  |

Maire élu : Louis Lematte (PRRRS)

### Péronne
Maire sortant : Charles Boulanger (PRRRS) depuis 1918.
23 sièges à pourvoir
|                    | Arthur Cottel* | PRRRS - PRDS - SFIO | 571   | 67,02  | 23 | 23 |  |  |  |
| Liste républicaine |                |                     | 571   | 67,02  | 23 | 23 |  |  |  |
|                    |                |                     |       |        |    |    |  |  |  |
| Inscrits           | Inscrits       | Inscrits            | 1 049 | 100,00 |    |    |  |  |  |
| Abstentions        | Abstentions    | Abstentions         | 187   | 17,83  |    |    |  |  |  |
| Votants            | Votants        | Votants             | 862   | 82,17  |    |    |  |  |  |
| Blancs et nuls     | Blancs et nuls | Blancs et nuls      | 10    | 1,16   |    |    |  |  |  |
| Exprimés           | Exprimés       | Exprimés            | 852   | 98,84  |    |    |  |  |  |
| * Maire sortant    |                |                     |       |        |    |    |  |  |  |

Maire élu : Charles Boulanger (PRRRS)

### Roye
Maire sortant : Ernest Mandron (PRRRS) depuis 1917, ne se représente pas.
23 sièges à pourvoir
|                           | Gustave Varez | PRRRS - SFIO | 17 | 6 | 22 |  |  |
| Liste d'Union des gauches |               |              | 17 | 6 | 22 |  |  |
|                           |               | Modérés      | 0  | 1 | 1  |  |  |
| Liste indépendante        |               |              | 0  | 1 | 1  |  |  |
|                           |               |              |    |   |    |  |  |
| * Maire sortant           |               |              |    |   |    |  |  |

Maire élu : Gustave Varez (PRRRS)

### Saint-Valery-sur-Somme
Maire sortant : Paul Cagnard (PRRRS) depuis janvier 1925, en remplacement d'Albert Pruvost (PRRRS).
21 sièges à pourvoir
| Tête de liste                                  | Tête de liste  | Liste          | Premier tour | Premier tour | Sièges |  |
| Tête de liste                                  | Tête de liste  | Liste          | Voix         | %            | CM     |  |
| ---------------------------------------------- | -------------- | -------------- | ------------ | ------------ | ------ |  |
|                                                | Paul Cagnard*  | PRRRS - PRDS   | 459          | 58,25        | 21     |  |
| Liste municipale de Concentration républicaine |                |                | 459          | 58,25        | 21     |  |
|                                                | M. Léger       | FR - Cons.     | 292          | 37,06        | 0      |  |
| Liste des intérêts municipaux                  |                |                | 292          | 37,06        | 0      |  |
|                                                |                |                |              |              |        |  |
| Inscrits                                       | Inscrits       | Inscrits       | 926          | 100,00       |        |  |
| Abstentions                                    | Abstentions    | Abstentions    | 133          | 14,36        |        |  |
| Votants                                        | Votants        | Votants        | 793          | 85,64        |        |  |
| Blancs et nuls                                 | Blancs et nuls | Blancs et nuls | 5            | 0,63         |        |  |
| Exprimés                                       | Exprimés       | Exprimés       | 788          | 99,37        |        |  |
| * Maire sortant                                |                |                |              |              |        |  |

Maire élu : Paul Cagnard (PRRRS)

### Villers-Bretonneux
Maire sortant : Jules Vendeville (PRRRS) depuis 1914.
23 sièges à pourvoir
|                             | Jules Vendeville* | PRRRS - SFIO | 19 | 4 | 23 |  |  |
| Liste du Cartel des gauches |                   |              | 19 | 4 | 23 |  |  |
|                             |                   | FR - PRDS    | 0  | 0 | 0  |  |  |
| Liste d'opposition          |                   |              | 0  | 0 | 0  |  |  |
|                             |                   |              |    |   |    |  |  |
| * Maire sortant             |                   |              |    |   |    |  |  |

Maire élu : Jules Vendeville (PRRRS)